# Palazzo Trevisan Cappello
Palazzo Trevisan Cappello è un palazzo veneziano sito nel sestiere di Castello, affacciato sul Rio di Palazzo di fronte a Palazzo Patriarcale, poco distante dalla Riva degli Schiavoni e da Piazza San Marco. Al palazzo si accede superando il Ponte di Ca' Cappello, privato.

## Storia
Il palazzo risale all'inizio del XVI secolo: fu commissionato dalla famiglia Trevisan a Bartolomeo Bon, seguace di Mauro Codussi. Il palazzo nel 1577 arrivò nelle mani di Bianca Cappello, che ne fece dono al marito Francesco I de' Medici.

## Architettura
È uno degli edifici architettonicamente più piacevoli del rinascimento veneziano. La sua facciata, contraddistinta dall'eccezionale numero di 37 aperture, si sviluppa su quattro piani, per i quali, fatta eccezione del piano terra, sono presenti un'esafora centrale e due coppie di monofore, una per lato. Al piano terra si aprono tre portali ad acqua. La facciata è movimentata da disegni marmorei e dalla presenza di numerosi balconcini di differente aggetto. La pianta è atipica dato che il palazzo era diviso in due proprietà indipendenti.